# Caridina fijiana
Caridina fijiana е вид десетоного от семейство Atyidae. Видът не е застрашен от изчезване.

## Разпространение и местообитание
Разпространен е във Фиджи.
Обитава сладководни басейни и потоци.